# Protestas en Sri Lanka de 2022
Las protestas en Sri Lanka de 2022 fueron una serie de protestas de manifestantes no partidistas, principalmente el público en general, y los partidos políticos de la oposición contra el gobierno del presidente Gotabaya Rajapaksa, acusado de mal manejo de la economía de Sri Lanka que ha resultado en una grave crisis económica, inflación, apagones diarios de entre diez y trece horas, escasez de combustible y muchos artículos esenciales. La demanda clave de los manifestantes es que el gobierno dirigido por la familia Rajapaksa renuncie de inmediato y así allanar el camino para un conjunto completamente nuevo de gobernantes calificados y democráticos. La mayoría de los manifestantes no estaban alineados con ningún partido político, y algunos incluso expresaron su descontento con la actual oposición parlamentaria.
El gobierno reaccionó a las protestas con métodos autoritarios, como declarar el estado de emergencia, permitir que el ejército arrestara a civiles, imponer toques de queda y restringir el acceso a las redes sociales. El gobierno violó la ley y la Constitución de Sri Lanka al intentar reprimir las protestas. La diáspora de Sri Lanka también comenzó manifestaciones contra la supresión de los derechos humanos básicos en el país. En abril, se percibió que la prohibición del gobierno de las redes sociales había sido contraproducente; hashtags como #GoHomeGota, que se cree que fue acuñado por un activista llamado Pathum Kerner en diciembre de 2021, habían comenzado a ser tendencia en Twitter a nivel internacional. La prohibición del gobierno se levantó ese mismo día. La Comisión de Derechos Humanos de Sri Lanka condenó las acciones del gobierno y citó a los funcionarios responsables del bloqueo y los abusos contra los manifestantes.
En julio de 2022, los manifestantes ocuparon la Casa Presidencial en Colombo, lo que provocó la huida de Rajapaksa y el anuncio del primer ministro Ranil Wickremesinghe de su voluntad de dimitir.  Aproximadamente una semana después, el 20 de julio, el Parlamento eligió a Wickremesinghe como presidente.En noviembre de 2022, las protestas se habían enfriado en gran medida debido a la mejora de las condiciones económicas. Si bien las protestas habían terminado en su mayoría, se señaló que se necesitaría hasta 2026 para lograr la recuperación económica completa.

## Trasfondo
En enero de 2022, India extendió un canje de $ 400 millones y también aplazó una liquidación de la Unión de Compensación Asiática de $ 500 millones. Además, la India otorgó una nueva línea de crédito por valor de 500 millones de dólares para la compra de productos derivados del petróleo. A pesar de las crecientes preocupaciones sobre la presión inflacionaria, el gobernador del Banco Central de Sri Lanka, Ajith Nivard Cabraal, insistió en enero de 2022 en que Sri Lanka no necesita un alivio del FMI, ya que se mostró optimista de que Sri Lanka puede liquidar su deuda pendiente obligatoria, incluidas las deudas soberanas internacionales. En febrero de 2022, las reservas de divisas de Sri Lanka habían tocado fondo y habían caído a 2360 millones de dólares. Sri Lanka tiene obligaciones de deuda externa de $ 7 mil millones, incluidos $ 1 mil millones en bonos soberanos que se pagarán en julio de 2022.
Una delegación del Fondo Monetario Internacional realizó una visita a Sri Lanka del 7 al 20 de diciembre de 2021 para evaluar y revisar las políticas económicas de Sri Lanka. La junta ejecutiva del Fondo Monetario Internacional había discutido la economía de Sri Lanka después del final de las discusiones anuales que tuvieron lugar el 25 de febrero de 2022. El 25 de febrero de 2022, el FMI declaró que la deuda pública de Sri Lanka es muy insostenible y advirtió al gobierno de Sri Lanka que se abstuviera de imprimir dinero para evitar la inestabilidad monetaria, pero elogió la campaña de vacunación que amortiguó el impacto de la pandemia. El FMI había evaluado la calamidad económica prevaleciente en Sri Lanka mediante la compilación de una Evaluación de Consulta del Artículo IV. Además, el FMI pronosticó que se espera que la economía de Sri Lanka crezca un 2,6 por ciento para 2022.
A partir del 7 de marzo de 2022, Ajith Nivard Cabraal reveló que el regulador del sistema bancario está devaluando efectivamente su moneda nacional con efecto inmediato y la tasa oficial de la rupia cayó a un mínimo histórico de Rs. 229,99 frente al dólar estadounidense. La decisión de devaluación también es vista como un gran paso adelante en el intento del país de buscar ayuda y rescate del FMI. El exgobernador adjunto del banco central, W A Wijewardana, criticó las decisiones de política monetaria actuales tomadas por el banco central, especialmente por su decisión de fijar la rupia en Rs. 230 al indicar que la crisis de resevas internacionales no puede resolverse a menos que se implemente un Tipo de cambio flexible. El legislador de oposición Harsha de Silva opinó sus puntos de vista diciendo que la devaluación de LKR a Rs. 230 sigue siendo insuficiente y no es lo suficientemente bueno para evitar la crisis de reservas de divisas de Sri Lanka. Poco después de la devaluación de la rupia, las acciones de Sri Lanka habían saltado al mínimo de 4 meses después de que el índice de precios de todas las acciones perdiera un 4 por ciento el 8 de marzo de 2022.
El ministro de Hacienda, Basil Rajapaksa, había instado a todas las autoridades gubernamentales a apagar todas las luces de las calles al menos hasta finales de marzo de 2022 en un intento por preservar y conservar la electricidad. Sin embargo, se espera que tenga un impacto significativamente negativo en la tasa de participación de la fuerza laboral femenina, especialmente porque ha afectado la seguridad de las mujeres trabajadoras que trabajan en los turnos de noche en los supermercados y en otros lugares de trabajo. Sri Lanka también está experimentando una de las peores crisis económicas en décadas y la disminución de las reservas de divisas también se siente en el consumo de electricidad, el consumo de combustible y el gas para cocinar, lo que provoca una grave escasez. Casi 1000 panaderías han sido cerradas como respuesta a la escasez de gas para cocinar provocada por la caótica crisis de las reservas de divisas. En los últimos meses se han formado largas colas frente a las gasolineras debido a la escasez de combustible debido a la crisis de las reservas de divisas. El aumento de los precios mundiales del petróleo agravó aún más la escasez de combustible en Sri Lanka, ya que el país tuvo que pagar más que antes para obtener el suministro de combustible con el riesgo de una mayor salida de reservas de divisas.

## Cronología

### Marzo
Las protestas iniciales comenzaron a principios de marzo con pequeñas vigilias a la luz de las velas. Estos se extendieron rápidamente por todo el país y acumularon un número cada vez mayor de asistentes. A medida que las protestas comenzaron a crecer, los parlamentarios del gobierno se negaron a reconocerlas, lo que provocó un rápido crecimiento de protestas no organizadas y no partidistas, en las que cientos de ciudadanos se reunían después del trabajo para protestar.
El 15 de marzo, decenas de miles de simpatizantes del mayor partido de la oposición, el Samagi Jana Balawegaya (SJB), dirigido por Sajith Premadasa, llevaron a cabo protestas frente a la oficina del presidente, exigiendo su dimisión. El 30 de marzo, el hijo de Mahinda Rajapaksa, Namal Rajapaksa, llegó para la ceremonia de inauguración de un campo de deportes en Bandarawela. Durante la inauguración, los lugareños bloquearon la carretera y exigieron combustible. Esto dio lugar a que Rajapaksa evitara la zona y el alcalde abriera el recinto en su lugar.
A finales de marzo, los manifestantes intentaron asaltar la residencia del presidente Gotabaya Rajapaksa en Colombo, coreando consignas exigiendo su dimisión. En respuesta, este último impuso el estado de emergencia el viernes 1 de abril, incluyendo un toque de queda de 36 horas y la movilización del ejército para restaurar el orden en el territorio. El domingo 3 de abril por la noche, veintiséis ministros, es decir, casi todo el gobierno de Sri Lanka a excepción del primer ministro, presentaron su dimisión. En el proceso, el gobernador del banco central Ajith Cabraal, quien se había negado a pedir un rescate del Fondo Monetario Internacional, anunció su renuncia.
Un comunicado de la oficina del presidente a la mañana siguiente decía: "Las protestas del jueves por la noche están siendo lideradas por fuerzas extremistas que están invitando a la Primavera Árabe a desestabilizar el país". El Samagi Jana Balawegaya acusó al gobierno de enviar a sus partidarios a infiltrarse y sabotear las protestas quemando vehículos e iniciando actos de violencia. También cuestionaron las afirmaciones del gobierno de que los manifestantes estaban armados, ya que los videos del evento no mostraban a manifestantes armados.  Cerca de 50 personas, entre ellas periodistas, resultaron heridas y hospitalizadas durante la protesta, y 45 personas fueron detenidas.  Al día siguiente de la protesta, más de 300 abogados de la comisaría de policía de Mirihana se ofrecieron como voluntarios para representar a los manifestantes detenidos de forma gratuita.

### Abril
Al día siguiente, el presidente invitó a los partidos de oposición a unirse a un gobierno de unidad, pero sus cuadros principales rechazaron cualquier coalición dentro de un gobierno liderado por el «clan» Rajapaksa. Sin embargo, cuatro de los ministros salientes fueron reincorporados, incluidos tres en sus cargos anteriores, quedando los demás cargos vacantes por el presidente hasta que pudiera formar un gobierno de unidad nacional con la oposición. Para los analistas políticos, esta oferta no es suficiente para resolver la crisis económica o restaurar la confianza en la administración de Rajapaksa cuya dimisión exige la población. El 5 de abril, el nuevo Ministro de Finanzas, Ali Sabry, presentó a su vez su renuncia solo un día después de su nombramiento por el presidente Rajapaksa. El día 7 se nombró a un nuevo gobernador del Banco Central, Nandalal Weerasinghe, quien tras asumir el cargo elevó el tipo de referencia de los préstamos al 14,5% con el objetivo de estabilizar la rupia de Sri Lanka, que había perdido más del 35% de su valor en un mes. Su antecesor, Ajith Cabraal, es objeto de una denuncia que lo responsabiliza de la crisis económica.
El 9 de abril, decenas de miles de personas se manifestaron pacíficamente en Colombo, la capital del país, pidiendo la salida de Gotabaya Rajapaksa. A estas manifestaciones se unieron los empresarios de Sri Lanka que, sin embargo, habían apoyado al Sr. Rajapaksa durante sus campañas electorales, así como los representantes de las iglesias católica y anglicana del país. En un comunicado de prensa conjunto, 23 federaciones industriales, que representan a gran parte del sector privado de Sri Lanka, pidieron un cambio de gobierno, considerando que millones de puestos de trabajo estaban amenazados por la crisis. Rohan Masakorala, presidente de la poderosa asociación de la industria del caucho, dice que el país necesita un gobierno interino dentro de «una semana a más tardar». El cardenal Malcolm Ranjith, el líder de los católicos del país, encabeza una procesión y declara que «Todos deben tomar las calles hasta que se vaya el gobierno».

### Mayo

#### Lunes Negro
El 9 de mayo de 2022, miembros del SLPP que apoyaban a Mahinda Rajapaksa llegaron en autobuses a Temple Trees y organizaron una protesta para instar a Rajapaksa a no dimitir; Rajapaksa luego se dirigió a la multitud. Moratuwa El alcalde Saman Lal Fernando estuvo presente, después de haber llevado ocho autobuses llenos de trabajadores municipales en apoyo de Rajapaksa. Poco después, los partidarios de Rajapaksa atacaron el sitio de Mynagogama frente a los Árboles del Templo, agrediendo a los manifestantes antigubernamentales antes de pasar al sitio de protesta más grande de Gotagogama en Galle Face con poca intervención de la policía. Los leales atacaron a más manifestantes en Galle Face y destruyeron muchas de las estructuras allí. Más de 130 personas resultaron heridas y hospitalizadas tras los ataques.Durante el ataque, se vio al SDIG Deshabandu Tennakoon, a cargo de la Provincia Occidental, de pie junto a los parlamentarios del SLPP que apoyaban los ataques realizados por los leales. Más tarde se reveló que el Inspector General de la Policía (IGP), Chandana D. Wickramaratne, ordenó a la policía que no usara la fuerza contra los leales a Rajapaksa siguiendo instrucciones del Secretario del Ministerio de Seguridad Pública (Retd.), el mayor general Jagath Alwis. Más tarde, la policía intervino utilizando un cañón de agua y gases lacrimógenos para dispersar a los dos grupos después de que el presidente Rajapaksa les ordenara intervenir. Se impuso un toque de queda policial en Colombo y luego se extendió a toda la isla.
Los partidarios de Rajapaksa también atacaron negocios cercanos que vendían banderas a los manifestantes. Preguntaron a los vendedores si valoraban más a sus hijos o a su negocio, y luego quemaron las tiendas. Muchos vendedores ya estaban sufriendo los efectos de la crisis económica y habían comprado bienes para venderlos mediante la condonación de deudas. Después de que varios leales confesaran ser prisioneros, se alegó que los reclusos de la prisión de Watareka fueron traídos por la PMC de Vanguardia para llevar a cabo el ataque. El gobierno negó que los prisioneros fueran proporcionados a los atacantes y afirmó que los autobuses que transportaban prisioneros simplemente se vieron atrapados en los disturbios. News First cuestionó la excusa del gobierno y mostró imágenes de los atacantes con ropa similar a la que usan los prisioneros capturados. El secretario general del Comité para la Protección de los Derechos de los Reclusos, Sudesh Nandimal de Silva, expresó su preocupación por las acusaciones.
Los jugadores de críquet y las celebridades de Sri Lanka condenaron los ataques como matonismo. El primer ministro Mahinda Rajapaksa emitió un comunicado condenando la violencia. Su tuit fue citado por Kumar Sangakkara, quien agregó: "La única violencia fue perpetrada por sus 'partidarios', matones y matones que llegaron primero a su oficina antes de atacar a los manifestantes pacíficos". Mahela Jayawardana también tuiteó el hecho de que los matones comenzaron a atacar a los manifestantes después de reunirse con Mahinda Rajapaksa y que la policía no tomó ninguna medida para detenerlos. Sanath Jayasuriya se refirió a la violencia como la caída de los Rajapaksas.

#### Renuncia de Mahinda Rajapaksa
El 9 de mayo, el primer ministro Mahinda Rajapaksa anunció a su vez su dimisión tras violentos enfrentamientos entre sus partidarios y manifestantes antigubernamentales que dejaron 2 muertos y 139 heridos. Su casa fue asaltada por manifestantes y el ejército tuvo que evacuarlo. Se impuso un toque de queda para contener los excesos y limitar las consecuencias de los disturbios, mientras que las fuerzas del orden recibieron la orden de «disparar munición real contra los alborotadores». A partir del 11 de mayo, el número de muertos es de 5 muertos. Un parlamentario de la mayoría se suicidó tras disparar contra los manifestantes. El ejército está desplegado en las calles de Sri Jayawardenapura Kotte. El día 12, Sri Lanka nombra a un «nuevo» primer ministro, Ranil Wickremesinghe, quien ha ocupado este cargo cinco veces desde 1993, pero su nombramiento fue impugnado. El primer ministro anuncia que el país se está quedando sin gasolina el 16 de mayo. El gobierno se declara incapaz de reunir la suma para comprar tres cargamentos de petróleo que esperan frente al puerto de la capital económica.

### Junio
El 9 de junio, el exministro de economía Basil Rajapaksa renunciaría a su puesto como diputado en la lista nacional, pero prometiendo que volvería a competir y a regresar. Basil acusaría a los votantes de haber causado la crisis económica en Sri Lanka al haber votado por Gotabaya y negaría que la familia Rajapaksa abandonaría la política, afirmando que si la familia Rajapaksa no puede gobernar Sri Lanka, utilizarían otros métodos para influir en el gobierno.
Durante la gira de la selección de críquet de Australia en Sri Lanka, los habitantes de Galle quienes estaban haciendo filas para recibir cilindros de GLP, rodearían el estado de críquet de Galle usando cilindros vacíos de GLP, diciendo que no dejarán el lugar hasta que reciabn nuevos cilindros de GLP. Se utilizaría a la policía y el ejército de Sri Lanka para sacar a los manifestantes antigubernamentales que se encontraban en Galle, a pesar de que se les dejaba a los manifestantes llevar pancartas; pancartas que contenían mensajes exigiendo la renuncia de Gotabaya Rajapaksa. Según el sitio web ESPNcricinfo la selección de críquet de Sri Lanka diría a los reporteros que no mostrarían ningún video acerca de las protestas. BASL criticaría la expulsión de los manifestantes ya que la decisión no tenía base en la ley de Sri Lanka.

### Julio
El 6 de julio, la ex parlamentaria Hirunika Premachandra fue arrestada por protestar cerca de la Casa del Presidente. El arresto provocó otra protesta que fue objeto de un ataque con gases lacrimógenos por parte de la policía. El 8 de julio, el jefe de la policía de Sri Lanka (IGP) Chandana Wickremesinghe declaró un «toque de queda policial» que muchos expertos señalaron como ilegal e inconstitucional ya que no hay disposiciones para tal toque de queda. El diputado M. A. Sumanthiran, el abogado sénior Viran Cores y la BASL emitieron declaraciones condenando el «toque de queda policial» como una acción ilegal para prohibir el derecho a la manifestación pacífica, lo que sería una violación de los derechos fundamentales de los ciudadanos. La IGP eliminó el toque de queda al día siguiente.

#### 9 de julio: Asalto a la residencia presidencial

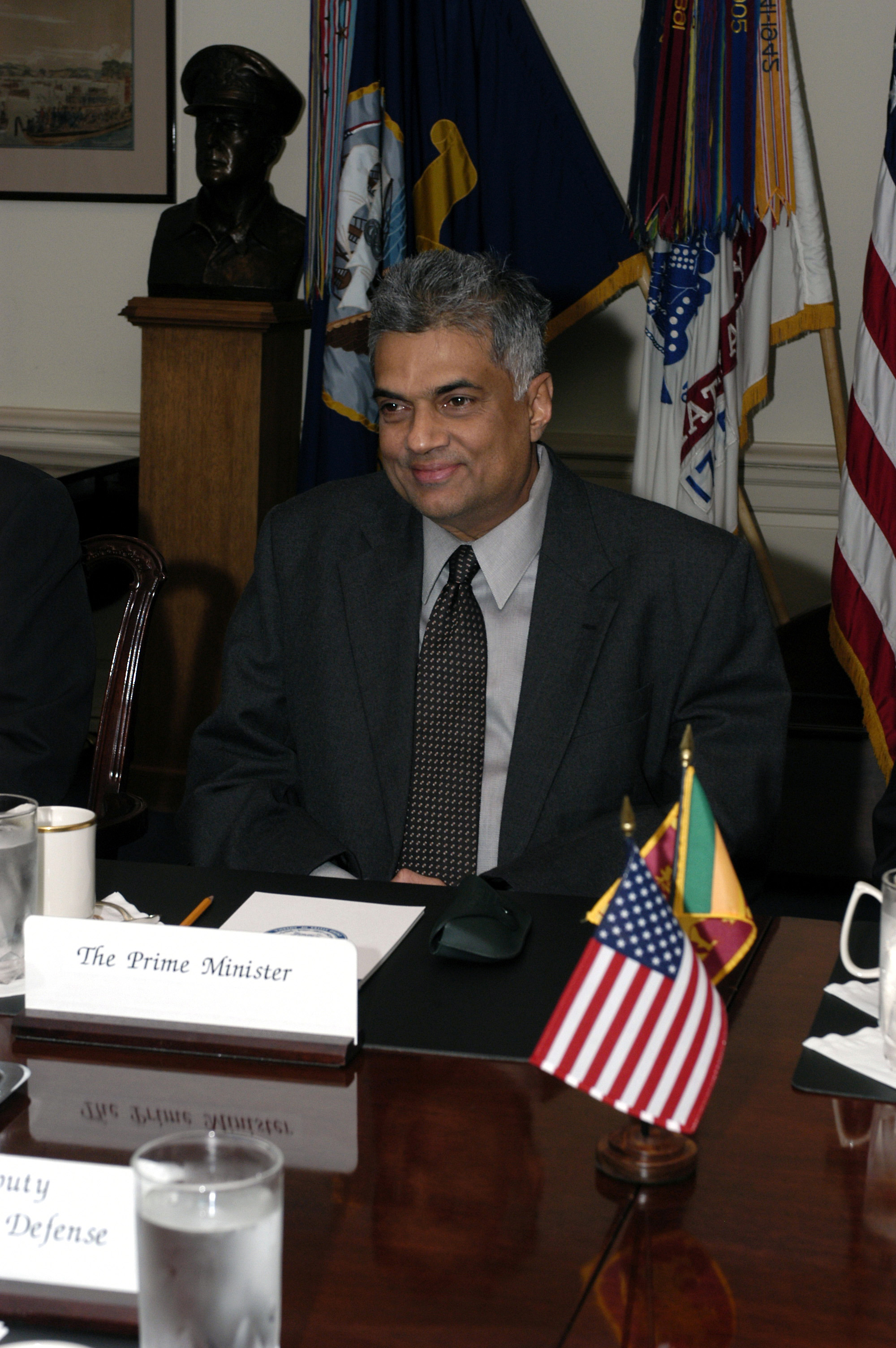
Fotografía de Ramil Wickremesinghe, presidente interino de Sri Lanka.

El 9 de julio, decenas de miles de manifestantes se reunieron en Chatham Street, Colombo, donde se encuentra la Casa Oficial del Presidente, exigiendo su renuncia inmediata. Ese mismo día lograron irrumpir en la Casa del Presidente, mientras en diferentes medios de comunicación se difundió que el presidente Rajapaksa había salido del edificio, los manifestantes irrumpían irrespetuosamente el edificio. y se reunieron alrededor de la residencia privada del primer ministro Ranil Wickremesinghe. Wickremesinghe anunció más tarde que estaba dispuesto a renunciar a su cargo. Aunque las protestas fueron en su mayoría pacíficas, 55 personas fueron hospitalizadas en el Hospital Nacional de Colombo.
La Policía de Sri Lanka, junto con la Fuerza de Tarea Especial de la Policía, lanzó un violento ataque cerca de la residencia del primer ministro, golpeando a manifestantes, incluidos periodistas. Cuatro periodistas, entre ellos Waruna Sampath y Sarasi Peiris, de News First, fueron golpeados a pesar de que los medios de comunicación se identificaron y suplicaron que no se les atacara, lo que fue transmitido en vivo por televisión. Los periodistas fueron hospitalizados después de los ataques.
Para el 10 de julio, la residencia presidencial se había convertido en una atracción turística con un gran número de esrilanqueses que visitaban el edificio para observar los lujos de los que disfrutaba el presidente a pesar de la crisis económica. Los Jardines Gordon dentro de la residencia también eran utilizados por las familias para hacer picnics. Las fuerzas de seguridad seguían presentes, pero mantuvieron su distancia, permitiendo que los voluntarios del grupo de manifestantes manejaran la gran afluencia de esrilanqueses. En algunos casos, la seguridad incluso se unió a los manifestantes que se tomaban selfies dentro del complejo. La Secretaría Presidencial se convirtió en una biblioteca temporal con más de 8.000 libros en cingalés, tamil e inglés para que los visitantes pudieran leer.El 11 de julio, BBC News informó de que el presidente se encontraba en un buque de la Armada en aguas de Sri Lanka, según fuentes militares de Sri Lanka. El presidente del Parlamento afirmó que el presidente había abandonado el país y que regresaría el miércoles, pero luego se retractó de la declaración, diciendo que nunca había salido de Sri Lanka.

#### 13 de julio: Nombramiento de presidente interino
En la mañana del 13 de julio, el presidente Gotabaya Rajapaksa tomaría un vuelo hacia las Maldivas junto a su esposa y 2 guardaespaldas, la fuerza aérea de Sri Lanka confirmaría que Rajapaksa habría usado uno de sus aviones para volar a las Maldivas.Huyó, ya que hacer la renuncia dentro del país pondría fin a su inmunidad presidencial. Como resultado, su renuncia se hizo mientras se encontraba fuera de Sri Lanka, eliminando el riesgo de que fuera detenido. El presidente del parlamento de Sri Lanka anunciaría más tarde que el presidente Rajapaksa habría designado al primer ministro Ranil Wickremesinghe como presidente interino durante su ausencia; los manifestantes se presentarían en la oficina del primer ministro exigiendo la renuncia de este.
Los manifestantes irrumpieron en las oficinas del canal de televisión Sri Lanka Rupavahini Corporation exigiendo que se transmitieran noticias acerca de las protestas en contra del gobierno, el canal saldría del aire y retomaría la transmisión tiempo después. Otro canal de televisión estatal Independent Television Network (ITN) también sería sacado del aire y retomaría la transmisión.Más tarde esa noche, el presidente interino Wickremesinghe declaró un toque de queda en toda la isla hasta las 5:00 a. m. del día siguiente (14 de julio).
Gotabaya Rajapaksa aún no ha presentado su renuncia y habría huido de Sri Lanka, ya que su renuncia daría fin a su inmunidad presidencial. Es por eso que si su renuncia se realiza fuera del territorio ceilanés tiene menos riesgo de ser detenido.

#### 14–15 de julio: Renuncia del presidente Gotabaya Rajapaksa

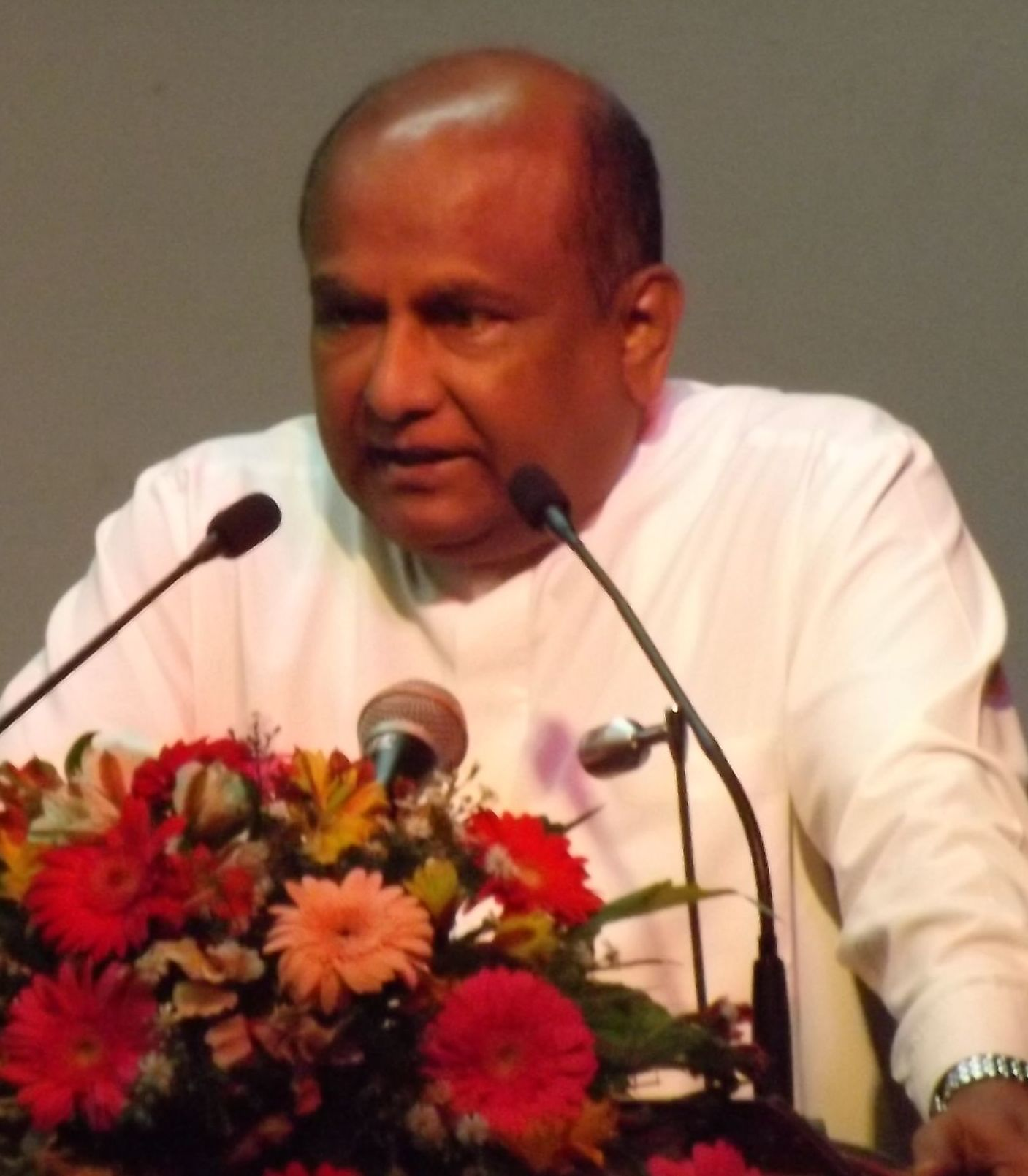
Mahinda Yapa Abeywardena, vigésimo primer presidente del parlamento de Sri Lanka.

El 14 de julio, el presidente Rajapaksa enviaría un correo electrónico al presidente del parlamento de Sri Lanka, Mahinda Yapa Abeywardena en la tarde del mismo día. El 15 de julio el presidente del parlamento de Sri Lanka, anunciría oficialmente la renuncia de Gotabaya Rajapaksa, poniendo al cargo a Ranil Wickremesinghe como noveno presidente de Sri Lanka. Los manifestantes, cambarían las frases usadas en las protestas, como son «Gota Go Home», «Go Home Gota» y «Gota Go Gama» sustituyendo el nombre de Gotabaya Rajapaksa por el primer nombre de Ranil Wickremesinghe, exigiendo que el nuevo presidente renuncie al cargo.

#### 20–22 de julio: Nueva presidencia, ataque a Galle Face
El 20 de julio, el magistrado de Colombo Fort emitiría una orden judicial que prohibía a los manifestantes juntarse en un radio de 50 metros a la estatua del cuarto primer ministro de Sri Lanka, Solomon Bandaranaike en Galle Face Green, esto luego de que la policía de Colombo Fort reportara daños a la estatua causados por los manifestantes del Galle Face.
El 21 de julio, los manifestantes bajo el lema «No Deal Gama», ubicados a afueras de Temple Trees en Kollupitiya, abandonarían el lugar. Los manifestantes en ubicados en Galle Face, declararían que entrgarían a la Secretaría del Presidente a las autoridades el 22 de julio a las 2:00 p. m. (UTC)
Aproximadamente a las 2:00 p. m. del 22 de julio, miles de operativos de las fuerzas armadas en conjunto con la policía y las Fuerzas de Tareas Especiales irrumpieron en Galle Face Green para liberar a la secretaría y expulsar a los manifestantes. Según informes, durante la expulsión de los manifestantes, varias personas y periodistas fueron agredidas; más de 50 personas resultaron heridas y 9 personas fueron arrestadas. Varios extranjeros que se encontraban en el país, incluyendo la embajadora estadounidense, Julie Chung, el Alto Comisionado de Canadá, David McKinnon y la Alta Comisionada Británica, Sarah Hulton, expresarían preocupación sobre el ataque. La Comisión de Derechos Humanos de Sri Lanka acudió a recoger testimonios después de la expulsión masiva de los manifestantes, declarando que se tratab de «una gran violación a los derechos fundamentales del pueblo». Un día después, la policía ceilanesa explicaría que los manifestantes no estaban dispuestos a dejar las instalaciones y que actuaron agresivamente ante los policía en anteriores ocasiones cuando estos les dirían que dejaran la Secretaría Presidencial.

#### 22 de julio: Dinesh Gunawardena nombrado como nuevo primer ministro
Como los enfrentamientos en Galle Face Green seguían presentes, el noveno presidente Ranil Wickremesinghe nombraría a Dinesh Gunawardena, líder del partido izquierdista, Mahajana Eksath Peramuna y miembro parlamentario del partido Sri Lanka Podujana Peramuna, como décimo tercer primer ministro de Sri Lanka. Gunawardena y Wickremesinghe eran compañeros de clase durante la escuela.

### Agosto
El 3 de agosto, la policía ordenó a los manifestantes de Galle Face que retiraran todas las tiendas de campaña y campamentos instalados ilegalmente en las instalaciones antes de las 17:00 horas del 5 de agosto. El 4 de agosto, tras examinar tres recursos presentados en nombre de los manifestantes, el Tribunal de Apelación anunció que los manifestantes no serían expulsados de las instalaciones de Galle Face hasta el 10 de agosto.

### Noviembre
A principios de noviembre, las protestas comenzaban a enfriarse y las condiciones económicas comenzaban a mejorar un poco. Las colas de combustible y gas desaparecieron y los cortes de energía se redujeron en frecuencia. Muchos afirmaron que la situación había mejorado drásticamente desde la partida de Gotabaya Rajapaksa. Las tasas de inflación disminuyeron rápidamente, el país volvió a ser declarado seguro y los turistas volvieron a visitar el país.

## Ámbito internacional
En los Estados Unidos, varias protestas serían realizadas, principalmente a afueras de la residencia del hijo de Gotabaya Rajapaksa en Los Ángeles, durante estas protestas los manifestantes exigieron que llame a su padre para que este «regrese a su casa», como también protestas en Columbia, Misuri. Una protesta también se realizaría a afuera de la Alta Comisión de Sri Lanka en Londres, Inglaterra.
Se realizó una protesta en Melbourne, Australia en el Federation Square, como también protestas en Mount Wellington, Auckland, Nueva Zelanda. En Australia, las protestas también serían realizadas en ciudades como Perth, Brisbane y Sídney.
El 13 de julio, se realizó una protesta por ceilaneses que vivían en Malé, Maldivas, luego de que el presidente Rajapaksa huyera a este país, exigiendo al gobierno maldivo a no proporcionar refugio al presidente ceilanés, esto provocando que el presidente huyera a Singapur y aceptara su renuncia mediante correo electrónico.